# アポプラスキャリア
アポプラスキャリア株式会社（APOPLUS CAREER Co.,LTD）は、クオールホールディングスグループの医療分野に特化した人材採用支援事業などを展開している企業。2020年10月にアポプラスステーション株式会社の医療系人材紹介・派遣事業が分社化し現名のアポプラスキャリア株式会社 となる。日本保険薬局協会、日本人材紹介事業協会、日本人材派遣協会会員。

## 概要
1993年に創業したアポプラスステーション株式会社が展開していた医療系人材採用事業が2020年10月に分社化し、アポプラスキャリア株式会社が設立される。東京都千代田区に本社を置き、札幌、仙台、横浜、日本橋、埼玉、静岡、名古屋、大阪、広島、福岡に11拠点営業所を展開。薬剤師、登録販売者、保健師、看護師等の医療系人材に特化した紹介派遣事業を手掛ける。
設立後、2021年7月から健康経営コンサルティングサービスを、同年12月からは人事担当・健康経営推進担当・企業内産業保健師向けのポータルサイト「＋Co（プラスコ）」を運営開始。その他に、産業保健師向けセミナーや、企業の健康管理業務にあたる実務担当者、管理者、人事担当者向けの企業交流会などのイベントを開催している。
同社は2023年4月、スポット的に必要となる医療人材をシステムを通じてマッチングするスポット人材プラットフォーム事業を手掛ける株式会社オンコールの全株式を取得し、子会社化した。
人材紹介・派遣業サービスを主軸に、2025年には登録販売者試験対策講座をeラーニングでサービス提供開始。登録販売者業務を継続するために毎年の受講が必要な「継続的研修」、登録販売者管理要件を満たすために必要な「追加的研修」を含む通信教育をオンライン上でライブ講習をしている。これらの個人向けだけではなく、法人向けに医薬品販売現場に即した新入社員向けフォローアップや、OTC管理者向け研修も実施している。

## 沿革
以下の会社沿革について特に断りが無いものはアポプラスキャリアの公式サイトを元に記述する。
- 1993年10月 - アポプラスステーション株式会社設立（東京都文京区白山）
- 1994年2月 - 労働大臣許可を取得し、薬剤師職業紹介事業を開始
- 1994年5月 - 薬剤師教育研修事業開始
- 1995年9月 - 本社を東京都文京区本郷へ移転
- 1998年7月 - 一般労働者派遣事業許可を取得
- 2000年1月 - 薬剤師派遣事業（メディカルジョブ事業）を本格開始
- 2000年10月 - 仙台市に東日本営業所を開設
- 2001年1月 - 大阪市に大阪支店を開設
- 2009年6月 - 福岡市に福岡営業所を開設
- 2010年8月 - 本社を東京都千代田区富士見へ移転
- 2012年3月 - 名古屋市に名古屋営業所を開設
- 2012年
  - 8月 - 静岡市に静岡営業所を開設
  - 11月 - クオール株式会社（現・クオールホールディングス）の子会社になる
- 2014年
  - 3月 - 横浜市に横浜営業所を開設
  - 4月 - 本社を東京都中央区日本橋へ移転
  - 7月 - さいたま市にさいたま営業所を開設
- 2017年6月 - 広島市に広島出張所を開設
- 2018年4月 - 広島出張所を広島営業所とする
- 2019年7月 - 札幌市に札幌営業所を開設
- 2020年10月 - アポプラスステーション株式会社から医療系人材紹介・派遣事業が分社化し、クオールホールディングスの100%持株会社であるアポプラスキャリア株式会社となる（※東京都千代田区丸の内）
- 2023年4月 - 株式会社オンコールの株式を100%取得し子会社化
- 2024年4月 - 日本橋オフィス開設

## 関連会社
関連企業を以下に示す。
- クオールホールディングス株式会社
- クオール株式会社
- 株式会社オンコール
- アポプラスステーション株式会社
- アポプラスヘルスケア株式会社
- 株式会社SPLENDID
- メディカルクオール株式会社
- 第一三共エスファ株式会社
- 藤永製薬株式会社
- クオールアシスト株式会社